# Dr. Horrible's Sing-Along Blog
Dr. Horrible's Sing-Along Blog est une web-série réalisée en 2008 sous forme de comédie musicale, écrite et réalisée par Joss Whedon.
Cette série raconte de façon humoristique l'ascension d'un grand méchant, le Dr Horrible, aux prises avec son ennemi juré, Captain Hammer.

## Concept

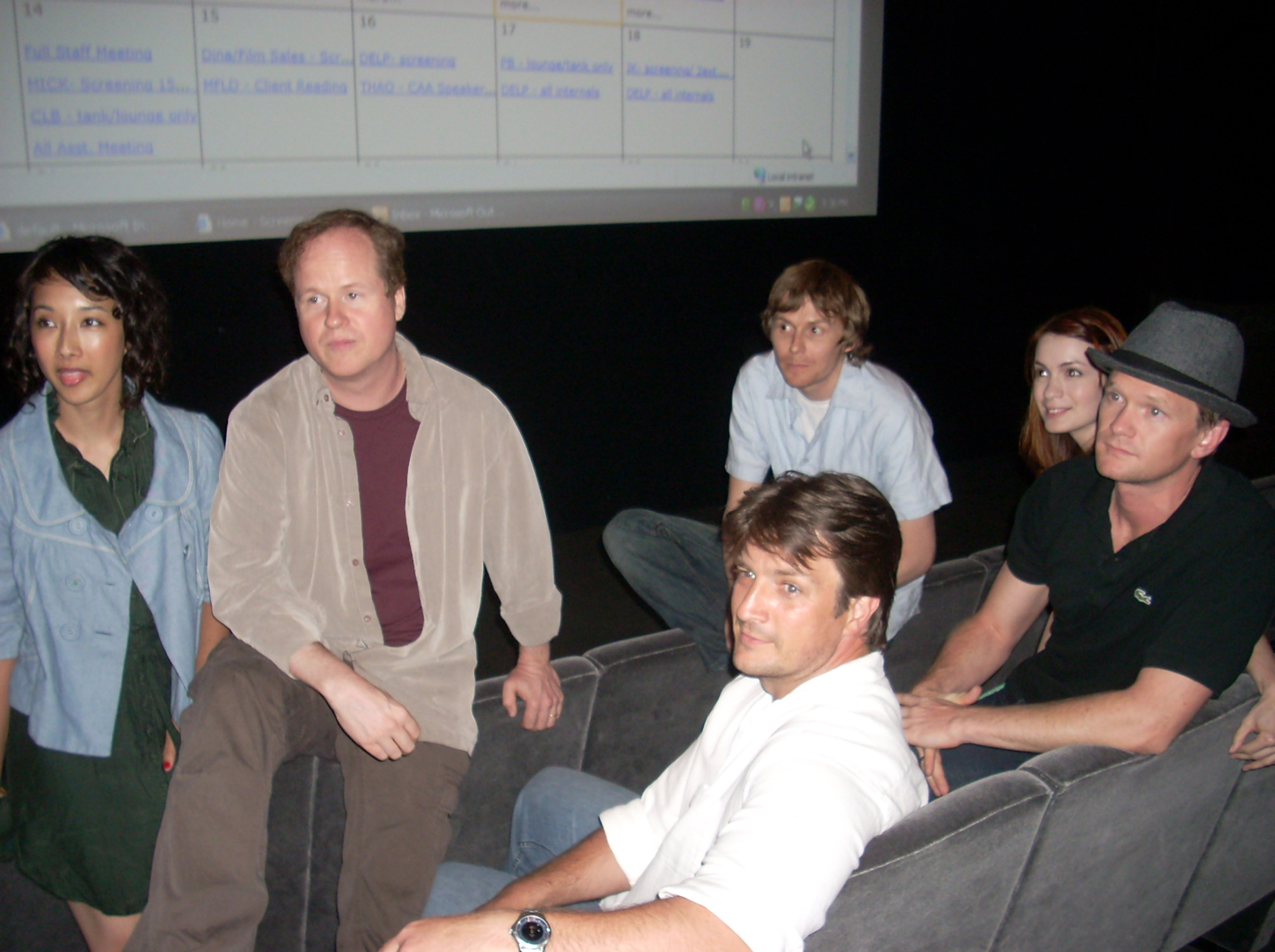
L'équipe créative de la série : Maurissa Tancharoen, Joss Whedon, Nathan Fillion, Jed Whedon, Felicia Day et Neil Patrick Harris.

Joss Whedon eut l'idée de Dr Horrible's Sing-Along Blog pendant la grève des scénaristes de la Writers Guild of America. Le but était, selon lui, de montrer qu'un projet de qualité pouvait être produit avec peu de moyens, en utilisant Internet et en contournant ainsi le système des grands studios de télévision et de cinéma.
Le réalisateur a cependant nié toute volonté de vouloir changer le système : il a en effet déclaré avoir vu dans ce projet « une chance de faire les choses plus simplement, plus rapidement, avec les gens que j'aime et en qui je crois »,.
Joss Whedon s'est ainsi entouré de proches pour ce projet : ses frères Jed Whedon et Zack Whedon ont participé à l'écriture du scénario et des chansons, ainsi que Maurissa Tancharoen, fiancée de Jed et scénariste. Joss Whedon avait également déjà travaillé avec les acteurs Nathan Fillion et Felicia Day.
Joss Whedon a financé lui-même le tournage, qui s'est déroulé en six jours en mars 2008, après la fin de la grève des scénaristes.

## Synopsis
L'action de Dr Horrible's Sing-Along Blog se déroule en trois actes, d'une durée approximative de quinze minutes chacun.
La description officielle de Dr Horrible's Sing-Along Blog par Joss Whedon résume la série comme « l'histoire d'un super-vilain de second ordre, du héros qui ne cesse de lui casser la figure, et de la fille mignonne de la laverie automatique à qui il est trop timide pour parler ».
Billy, alias Dr Horrible, est un super-vilain dont l'aspiration suprême est de parvenir à entrer dans l'Evil League of Evil (qui pourrait être traduit par « la Maléfique Ligue du Mal »), qui regroupe les plus grands méchants. Les plans de Dr Horrible sont, comme il le confie par vidéo à son blog, souvent contrecarrés par son pire ennemi, Captain Hammer, super-héros imbu de lui-même et à l'intelligence limitée. La limite est franchie quand Captain Hammer, en plus d'avoir une nouvelle fois humilié Dr Horrible, séduit Penny, jeune fille que Dr Horrible a rencontrée à la laverie automatique et dont il est tombé amoureux. Dr Horrible décide alors d'éliminer son rival, afin de pouvoir enfin intégrer l'Evil League of Evil et d'être avec la femme qu'il désire. Durant la tentative de meurtre, l'opération se retourne contre Dr Horrible : Captain Hammer le menace avec le rayon de la mort. Lorsqu'il tire, celui-ci dysfonctionne en blessant Captain Hammer et en tuant Penny qui reçoit un éclat de l'arme au niveau du cœur. Captain Hammer est traumatisé. Dr Horrible est finalement accepté dans l'Evil League of Evil mais n'est plus capable d'éprouver des sentiments.

## Distribution
- Neil Patrick Harris : Billy / Dr Horrible
- Nathan Fillion : Captain Hammer
- Felicia Day : Penny
- Simon Helberg : Moist

Jed Whedon, Zack Whedon et Maurissa Tancharoen apparaissent tous les trois dans la série en tant qu'acteurs. Les producteurs Marti Noxon et David Fury ainsi que les scénaristes Doug Petrie et Drew Goddard font également une apparition, respectivement en tant que présentateurs de journaux télévisés et membres de l'Evil League of Evil.

## Diffusion

### Internet
Le premier acte a été diffusé sur le site officiel le 15 juillet 2008. La vidéo était hébergée sur le site Hulu, dont les vidéos ne sont habituellement accessibles qu'aux résidents des États-Unis. L'accès international à la vidéo a cependant été activé la nuit même de la diffusion. Le site officiel enregistra un tel nombre de connexions simultanées que la vidéo fut indisponible pendant une partie de la journée. Les deuxième et troisième actes ont respectivement été diffusés les 17 et 19 juillet 2008. Les trois épisodes ont ainsi été disponibles gratuitement jusqu'au 20 juillet 2008, puis en téléchargement payant sur la plateforme iTunes pour les États-Unis et le Canada (et pour la Grande-Bretagne et l'Australie à partir du 10 octobre 2008).

### DVD
Dr Horrible's Sing-Along Blog est également disponible sur un support DVD (sans restriction de zones, pouvant donc être lu sur n'importe quel lecteur DVD), mis en vente à partir du 19 décembre 2008 en exclusivité sur le site Amazon.com. Le DVD contient, en plus des trois épisodes, deux commentaires audio. Dans le premier, les acteurs et les frères Whedon commentent le film. Le second, intitulé “Commentary! The Musical”, contient des chansons de toute l'équipe, formant une comédie musicale à part entière.

### Blu-ray
Dr Horrible's Sing-Along Blog est aussi disponible au format blu-ray depuis le 25 mai 2010. Le blu-ray est lui aussi sans restriction de région et peut être lu partout dans le monde. Le blu-ray contient des sous-titres anglais, français, chinois, japonais, espagnol et allemand. Le blu-ray contient aussi en exclusivité plus de 90 minutes de bonus.

### Bande originale
La bande originale est disponible depuis septembre 2008 sur la plateforme iTunes, et en version CD depuis décembre 2008 sur Amazon.com. Elle contient 14 chansons écrites par les frères Whedon et interprétées par l'ensemble des acteurs.

### Livres
Des comics (bandes dessinées) reprenant l'univers de la série, écrits par Zack Whedon, ont été publiés en ligne via l'éditeur Dark Horse Comics et son anthologie en ligne Dark Horse Presents,.

### Télévision
Dr. Horrible a été diffusé sur le réseau The CW le 9 octobre 2012.

## Réception
Dr Horrible's Sing-Along Blog a remporté un franc succès, comme l'attestent le nombre de visionnages en ligne, le nombre de DVD vendus, ainsi que les critiques enthousiastes d'internautes,. Dr Horrible a été diffusé au Comic-Con de San Diego, convention rassemblant les fans de comics et de science-fiction, à la fin du mois de juillet 2008. Des adaptations théâtrales de la série ont vu le jour sur des campus américains, notamment à l'Université d'Indiana.
Dr Horrible's Sing-Along Blog a également été nommé à la 15e place dans la liste des meilleures inventions de l'année 2008 du Time Magazine.
Un nouvel épisode de Dr Horrible's Sing-Along Blog est prévu, bien que peu d'éléments soient connus à ce sujet. Nathan Fillion refuse d'en révéler le titre, mais a annoncé que quelques chansons étaient déjà écrites. Cette information a été confirmée par Zack Whedon quelques jours plus tard.
Par la suite, l'implication de Joss Whedon dans le développement des films Marvel Avengers et de la série Marvel : Les Agents du SHIELD l'a forcé à repousser la production de la suite de manière indéfinie.

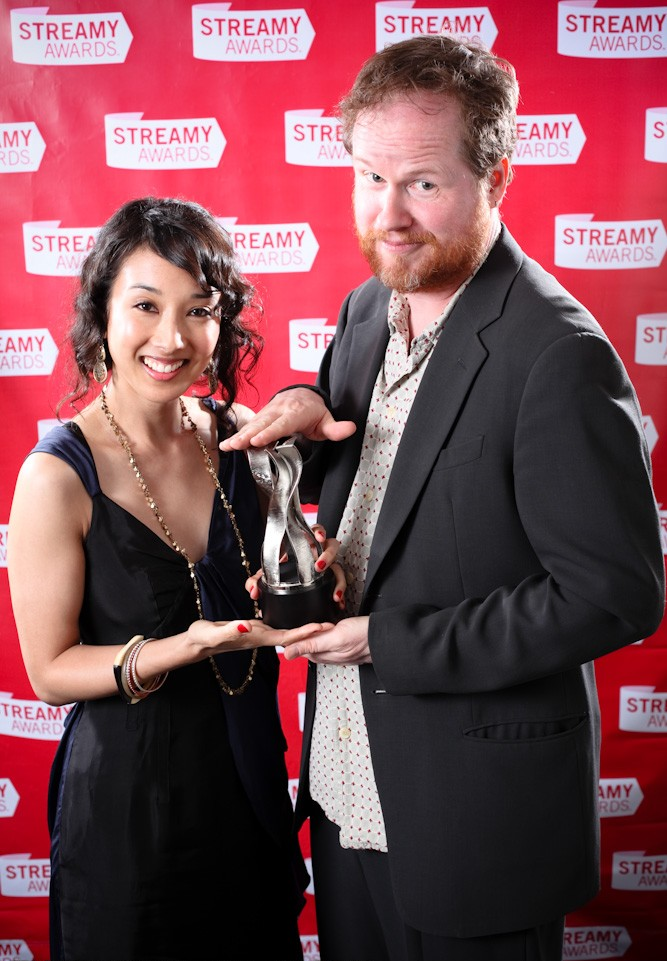
Maurissa Tancharoen et Joss Whedon aux Streamy Awards de 2009

## Récompenses
Dr Horrible's Sing-Along Blog a remporté en 2009 le prix Hugo (qui récompense chaque année les meilleurs récits de science-fiction et de fantasy) dans la catégorie « court-métrage ». Il a remporté la même année le People's Choice Awards (récompenses décernées aux acteurs et musiciens par le public) dans la catégorie « meilleur phénomène internet ».
La série gagne aussi plusieurs prix à la première édition des Streamy Awards, un gala qui récompense spécifiquement le divertissement web.
Bien que n'ayant pas été diffusé à la télévision, Dr Horrible's Sing-Along Blog a reçu en 2009 un Emmy Award (trophée qui récompense usuellement les productions télévisuelles) dans la section « Arts Créatifs », catégorie "Meilleur programme spécial de divertissement - Format court" .
Dr Horrible a fait une apparition à la cérémonie des Emmy Awards de septembre 2009, présentée par Neil Patrick Harris. Un discours est interrompu par une vidéo où apparaissent Neil Patrick Harris, Nathan Fillion, Felicia Day et Simon Helberg dans leurs rôles respectifs. Dans cette vidéo, Dr Horrible déclare ironiquement la guerre à la télévision en déclarant que le futur du divertissement se trouve sur Internet, alors que Captain Hammer défend la télévision.